# Дауге, Павел Георгиевич
Павел (Пауль) Георгиевич Дауге (латыш. Pauls Dauge; 22 августа 1869, Саука, Саукенская волость, Фридрихштадтский уезд, Курляндская губерния, Российская империя (ныне Виеситский край, Латвия) — 2 сентября 1946, Рига, Латвийская ССР) — латвийский советский учёный-медик, педагог, профессор, Доктор медицинских наук, видный деятель здравоохранения Союза ССР, основоположник советской системы организации стоматологической помощи населению, Заслуженный деятель культуры Латвийской ССР (1945 год), Революционер.

## Биография
Родился в семье народного учителя, одного из пионеров народного образования в Лифляндии. Брат Александра Дауге (1868—1937). В 1885 году окончил Рижское городское училище. Затем до 1887 года обучался в учительской семинарии, после до 1892 года учительствовал.
В 1883—1884 гг. — студент Берлинского института стоматологии. С 1893 года занимался ввозом в Лифляндскую губернию нелегальной социал-демократической литературы.
Учёбу в Берлине оставил и в 1884 году поступил в Юрьевский университет, в 1885 году перевёлся в Санкт-Петербургскую стоматологическую школу, в 1895—1897 гг. обучался в Московском институте стоматологии. Работал стоматологом в Москве (1897—1917).
Участник революционного движения с 1903 года: член марксистских кружков, в 1903—1905 годах, после раскола РСДРП, примкнул к большевикам. Партийный псевдоним — Пик. С 1904 года был лично знаком лично с Лениным.
В 1905—1907 годах — член литературно-лекторской группы при МК РСДРП. Сотрудник большевистских газет.
В 1906 году был в числе организаторов издания в Москве марксистской литературы и литературы по вопросам философии на латышском и русском языках. В 1908 году власти обнаружили склад нелегальной литературы и закрыли издательство, но позже оно было восстановлено. В 1912 году Дауге был арестован и приговорён за выпуск запрещенной литературы.
Принимал активное участие в Октябрьской революции 1917 года. В октябре 1917 года был избран председателем Временного исполнительного комитета Земельного Совета Курземе.
В 1918—1928 гг. — заведующий зубоврачебной подсекцией Наркомздрава РСФСР (по рекомендации В. И. Ленина), член коллегии Наркомата здравоохранения.
В 1921 году — член Полномочной Комиссии ЦК ВКП(б), ВЦИК и СНК РСФСР по делам Крыма, с конца мая по конец августа 1921 года, в составе Ш. Ибрагимова — председатель, П. Дауге от Наркомздрава и М. Фофанова от Наркомзема. Цель комиссии — выяснение всех послевоенных проблем Крыма и его населения, перед образованием Крымской АССР.
В 1922 году был инициатором основания Московского института стоматологии и журнала «Одонтология и стоматология» (1923).
В 1927 году являлся одним из учредителей ОРРИК РСФСР.
С 1928 года — на преподавательской и научной работе. Профессор Национального института стоматологии и стоматологии (1928—1931). Работал в Академии и Институте философии и истории Академии наук СССР.
В 1929 год избран членом Международной стоматологической академии в Вашингтоне (США, в 1931 году — почётным членом Венского стоматологического общества.
Автор ряда научных трудов по истории революционного движения в Латвии, а также по стоматологии и организации здравоохранения.
В 1937 году — арестован, но после длительных допросов в 1939 году освобождён. После окончания Великой Отечественной войны в 1945 году вернулся в Латвию. Работал в Институте истории Латвийской коммунистической партии. Переводил на латышский язык произведения Ф. Энгельса. Опубликовал ряд мемуаров.
Умер 2 сентября 1946 года в Риге, похоронен на кладбище Райниса.

## Научная деятельность
Сформулировал взгляд на стоматологию как медицинскую науку. Был инициатором идеи санации полости рта у населения. Принципы и методику санации изложил в 1922 году в статье «Проект систематической борьбы с костоедой зубов в РСФСР».
В 1931 году по проекту П. Г. Дауге Наркомздравом РСФСР издал циркуляр № 25 «Об обязательной санации полости рта детей школьного возраста», в котором предлагалось всем краевым, областным, дорожным и водным здравотделам приступить в этом направлении к проведению плановой санации.
Пропагандист гигиены, коммунальной и производственной санитарии и кремации.

## Избранные публикации
- Dzihves apnikums un dzihwes prieks. Izdewusi sab. «Stars», drukats Walka, 1912. — 71 lpp.
- Философия и тактика. Москва: изд. П. Г. Дауге, 1907. — 30 с.
- И. Райнис, певец борьбы, солнца и любви. Москва: Гос. изд., 1920. — XXIV, 207 с.
- Спутник зубного врача. Под ред. П. Г. Дауге и А. И. Евдокимова. Москва: изд-во Наркомздрава РСФСР, 1928. — 178 с.
- О роли стоматологии в общей системе современной профилактики. Москва: ЦК Медсантруд, [1927]. — 19 с.
- Социальные основы советской стоматологии. Москва: Гос. мед. изд-во, 1933. — 388 с.
- Ян Райнис, Избранные сочинения; Ред. и вступ. статья П. Г. Дауге. Москва; Ленинград: Academia, 1935. — 716 ст.
- Проект систематической борьбы с костоедой зубов в РСФСР.
- Главнейшие достижения в области государственного зубоврачевания за истекший 1924 год.
- Уроки десятилетнего зубоврачебного строительства.
- Рассасывание корней зубов при склеродермии.